# 卡达叙传说
《卡达叙传说》（又译作）是结合角色扮演和平台元素的剑与魔法电子游戏。游戏由太东于1989年在街机上首发，后移植到PC Engine（1991）和Mega Drive（1992）。游戏收录于2005年PlayStation 2的《太东纪念卷2》中。游戏还收录于2007年Xbox和Windows的《太东传说2》上。

## 评价
街机版在1990年，获得新声社月刊《Gamest》第4回Gamest大奖的三项奖项：最佳动作奖第8名，最佳演出奖第3名，以及年度最热游戏第32名。
PC Engine版获得《月刊PC Engine》5名编辑平均85分的评价，《丸胜PC Engine》四名编辑为游戏合计打出29分（满分40分）。在《PC Engine Fan》的读者投票中，游戏获得21.56分（满分30分）。该杂志称游戏动作场面难度高。